# Eleições legislativas portuguesas de 1987 no distrito de Viana do Castelo
| Eleições legislativas portuguesas de 1987 Distritos: Aveiro \| Beja \| Braga \| Bragança \| Castelo Branco \| Coimbra \| Évora \| Faro \| Guarda \| Leiria \| Lisboa \| Portalegre \| Porto \| Santarém \| Setúbal \| Viana do Castelo \| Vila Real \| Viseu \| Açores \| Madeira \| Estrangeiro |

## Resultados por Concelho
Os resultados nos concelhos do Distrito de Viana do Castelo foram os seguintes:

### Arcos de Valdevez
| Partido                 | Partido                        | Votos  | %               | +/-   |
| ----------------------- | ------------------------------ | ------ | --------------- | ----- |
|                         | Partido Social Democrata       | 8 271  | 58,80 / 100,00  | 18,11 |
|                         | Partido Socialista             | 2 914  | 20,72 / 100,00  | 0,59  |
|                         | Centro Democrático e Social    | 1 094  | 7,78 / 100,00   | 9,53  |
|                         | Partido Renovador Democrático  | 317    | 2,25 / 100,00   | 5,70  |
|                         | Coligação Democrática Unitária | 285    | 2,03 / 100,00   | 1,69  |
|                         | Partido Popular Monárquico     | 153    | 1,09 / 100,00   | -     |
|                         | Outros                         | 520    | 3,70 / 100,00   |       |
| Votos Inválidos         | Votos Inválidos                | 513    | 3,65 / 100,00   | 0,18  |
| Total                   | Total                          | 14 067 | 100,00 / 100,00 |       |
| Eleitorado/Participação | Eleitorado/Participação        | 23 959 | 58,71 / 100,00  | 0,96  |

### Caminha
| Partido                 | Partido                        | Votos  | %               | +/-   |
| ----------------------- | ------------------------------ | ------ | --------------- | ----- |
|                         | Partido Social Democrata       | 4 349  | 45,25 / 100,00  | 20,93 |
|                         | Partido Socialista             | 3 217  | 33,48 / 100,00  | 2,75  |
|                         | Coligação Democrática Unitária | 523    | 5,44 / 100,00   | 3,01  |
|                         | Partido Renovador Democrático  | 468    | 4,87 / 100,00   | 15,94 |
|                         | Centro Democrático e Social    | 386    | 4,02 / 100,00   | 3,97  |
|                         | Outros                         | 364    | 3,80 / 100,00   |       |
| Votos Inválidos         | Votos Inválidos                | 303    | 3,15 / 100,00   | 0,08  |
| Total                   | Total                          | 9 610  | 100,00 / 100,00 |       |
| Eleitorado/Participação | Eleitorado/Participação        | 13 155 | 73,05 / 100,00  | 2,43  |

### Melgaço
| Partido                 | Partido                        | Votos  | %               | +/-   |
| ----------------------- | ------------------------------ | ------ | --------------- | ----- |
|                         | Partido Social Democrata       | 3 007  | 50,70 / 100,00  | 19,33 |
|                         | Partido Socialista             | 1 820  | 30,69 / 100,00  | 4,28  |
|                         | Centro Democrático e Social    | 443    | 7,47 / 100,00   | 7,73  |
|                         | Partido Renovador Democrático  | 113    | 1,91 / 100,00   | 5,18  |
|                         | Coligação Democrática Unitária | 111    | 1,87 / 100,00   | 1,44  |
|                         | Outros                         | 253    | 4,28 / 100,00   |       |
| Votos Inválidos         | Votos Inválidos                | 184    | 3,11 / 100,00   | 0,28  |
| Total                   | Total                          | 5 931  | 100,00 / 100,00 |       |
| Eleitorado/Participação | Eleitorado/Participação        | 10 753 | 55,16 / 100,00  | 3,26  |

### Monção
| Partido                 | Partido                        | Votos  | %               | +/-   |
| ----------------------- | ------------------------------ | ------ | --------------- | ----- |
|                         | Partido Social Democrata       | 7 205  | 58,71 / 100,00  | 24,78 |
|                         | Partido Socialista             | 2 346  | 19,12 / 100,00  | 0,27  |
|                         | Centro Democrático e Social    | 1 268  | 10,33 / 100,00  | 12,30 |
|                         | Partido Renovador Democrático  | 372    | 3,03 / 100,00   | 10,78 |
|                         | Coligação Democrática Unitária | 281    | 2,29 / 100,00   | 1,29  |
|                         | Outros                         | 488    | 3,97 / 100,00   |       |
| Votos Inválidos         | Votos Inválidos                | 313    | 2,55 / 100,00   | 0,52  |
| Total                   | Total                          | 12 273 | 100,00 / 100,00 |       |
| Eleitorado/Participação | Eleitorado/Participação        | 19 296 | 63,60 / 100,00  | 0,03  |

### Paredes de Coura
| Partido                 | Partido                                | Votos | %               | +/-   |
| ----------------------- | -------------------------------------- | ----- | --------------- | ----- |
|                         | Partido Social Democrata               | 2 539 | 49,63 / 100,00  | 14,96 |
|                         | Partido Socialista                     | 1 466 | 28,66 / 100,00  | 0,95  |
|                         | Centro Democrático e Social            | 239   | 4,67 / 100,00   | 1,36  |
|                         | Coligação Democrática Unitária         | 213   | 4,16 / 100,00   | 1,74  |
|                         | Partido Renovador Democrático          | 173   | 3,38 / 100,00   | 13,21 |
|                         | Partido Popular Monárquico             | 74    | 1,45 / 100,00   | -     |
|                         | Partido Operário de Unidade Socialista | 57    | 1,11 / 100,00   | 0,14  |
|                         | Outros                                 | 181   | 3,54 / 100,00   |       |
| Votos Inválidos         | Votos Inválidos                        | 174   | 3,40 / 100,00   | 0,20  |
| Total                   | Total                                  | 5 116 | 100,00 / 100,00 |       |
| Eleitorado/Participação | Eleitorado/Participação                | 9 032 | 56,64 / 100,00  | 3,78  |

### Ponte da Barca
| Partido                 | Partido                        | Votos  | %               | +/-   |
| ----------------------- | ------------------------------ | ------ | --------------- | ----- |
|                         | Partido Social Democrata       | 4 640  | 64,16 / 100,00  | 18,99 |
|                         | Partido Socialista             | 1 411  | 19,51 / 100,00  | 1,39  |
|                         | Centro Democrático e Social    | 474    | 6,55 / 100,00   | 10,12 |
|                         | Coligação Democrática Unitária | 151    | 2,09 / 100,00   | 0,78  |
|                         | Partido Renovador Democrático  | 133    | 1,84 / 100,00   | 5,96  |
|                         | Outros                         | 223    | 3,10 / 100,00   |       |
| Votos Inválidos         | Votos Inválidos                | 200    | 2,76 / 100,00   | 0,03  |
| Total                   | Total                          | 7 232  | 100,00 / 100,00 |       |
| Eleitorado/Participação | Eleitorado/Participação        | 10 720 | 67,46 / 100,00  | 1,12  |

### Ponte de Lima
| Partido                 | Partido                        | Votos  | %               | +/-   |
| ----------------------- | ------------------------------ | ------ | --------------- | ----- |
|                         | Partido Social Democrata       | 15 567 | 61,44 / 100,00  | 23,51 |
|                         | Centro Democrático e Social    | 3 528  | 13,93 / 100,00  | 15,42 |
|                         | Partido Socialista             | 3 438  | 13,57 / 100,00  | 1,10  |
|                         | Coligação Democrática Unitária | 873    | 3,45 / 100,00   | 1,47  |
|                         | Partido Renovador Democrático  | 572    | 2,26 / 100,00   | 7,15  |
|                         | Outros                         | 747    | 2,95 / 100,00   |       |
| Votos Inválidos         | Votos Inválidos                | 610    | 2,41 / 100,00   | 0,11  |
| Total                   | Total                          | 25 335 | 100,00 / 100,00 |       |
| Eleitorado/Participação | Eleitorado/Participação        | 32 307 | 78,42 / 100,00  | 1,39  |

### Valença
| Partido                 | Partido                        | Votos  | %               | +/-   |
| ----------------------- | ------------------------------ | ------ | --------------- | ----- |
|                         | Partido Social Democrata       | 4 808  | 62,32 / 100,00  | 18,36 |
|                         | Partido Socialista             | 1 622  | 21,02 / 100,00  | 0,49  |
|                         | Centro Democrático e Social    | 523    | 6,78 / 100,00   | 4,52  |
|                         | Coligação Democrática Unitária | 175    | 2,27 / 100,00   | 1,38  |
|                         | Partido Renovador Democrático  | 170    | 2,20 / 100,00   | 10,15 |
|                         | Outros                         | 227    | 2,94 / 100,00   |       |
| Votos Inválidos         | Votos Inválidos                | 190    | 2,46 / 100,00   | 0,49  |
| Total                   | Total                          | 7 715  | 100,00 / 100,00 |       |
| Eleitorado/Participação | Eleitorado/Participação        | 11 038 | 69,89 / 100,00  | 0,18  |

### Viana do Castelo
| Partido                 | Partido                        | Votos  | %               | +/-   |
| ----------------------- | ------------------------------ | ------ | --------------- | ----- |
|                         | Partido Social Democrata       | 22 641 | 47,80 / 100,00  | 20,89 |
|                         | Partido Socialista             | 8 856  | 18,70 / 100,00  | 4,91  |
|                         | Coligação Democrática Unitária | 6 017  | 12,70 / 100,00  | 2,51  |
|                         | Partido Renovador Democrático  | 4 197  | 8,86 / 100,00   | 15,73 |
|                         | Centro Democrático e Social    | 2 526  | 5,33 / 100,00   | 7,59  |
|                         | Outros                         | 1 886  | 3,98 / 100,00   |       |
| Votos Inválidos         | Votos Inválidos                | 1 241  | 2,62 / 100,00   | 0,10  |
| Total                   | Total                          | 47 364 | 100,00 / 100,00 |       |
| Eleitorado/Participação | Eleitorado/Participação        | 62 051 | 76,33 / 100,00  | 2,65  |

### Vila Nova de Cerveira
| Partido                 | Partido                        | Votos | %               | +/-   |
| ----------------------- | ------------------------------ | ----- | --------------- | ----- |
|                         | Partido Social Democrata       | 3 080 | 57,53 / 100,00  | 21,21 |
|                         | Partido Socialista             | 1 249 | 23,33 / 100,00  | 0,58  |
|                         | Centro Democrático e Social    | 270   | 5,04 / 100,00   | 3,29  |
|                         | Partido Renovador Democrático  | 236   | 4,41 / 100,00   | 15,29 |
|                         | Coligação Democrática Unitária | 108   | 2,02 / 100,00   | 2,52  |
|                         | Outros                         | 228   | 4,25 / 100,00   |       |
| Votos Inválidos         | Votos Inválidos                | 183   | 3,42 / 100,00   | 0,25  |
| Total                   | Total                          | 5 354 | 100,00 / 100,00 |       |
| Eleitorado/Participação | Eleitorado/Participação        | 7 282 | 73,52 / 100,00  | 0,02  |